# Peter Jihde

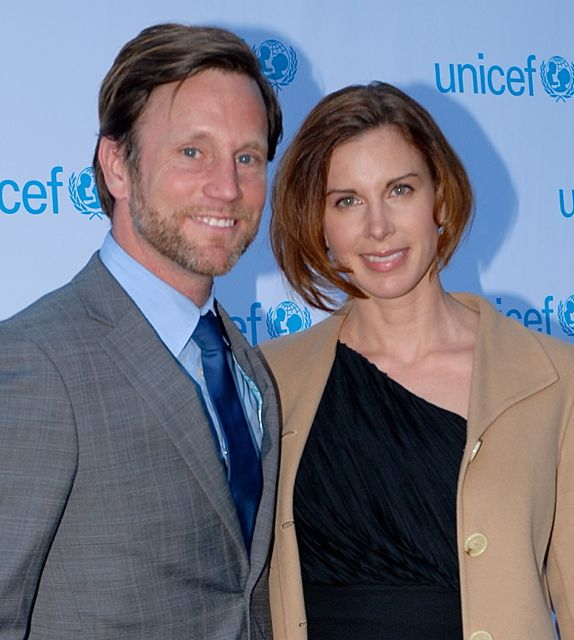
Peter Jihde och hustrun Karin Jihde på Unicef-gala i Stockholm den 1 maj 2012.

Peter Jihde, född 12 juli 1971 i Malmö, Malmöhus län, är en svensk sportreporter och programledare i TV. Han är bror till innebandyspelarna Johan Jihde och Niklas Jihde samt sportjournalisten Patrik Jihde.

## Biografi

### Bakgrund
Under uppväxten flyttade Jihde till Moheda och senare till Växjö, där han arbetade som brödbud innan han började som sportkommentator på Sveriges Radio. Han var även reseledare för Fritidsresor. Under 1994 ledde han tillsammans med Rickard Sjöberg ungdomsprogrammet Snack där Ma Non Troppo var husband och Jepson från The Ark gjorde reportage.

### TV4 till SVT
Jihde slutade 2001 på TV4 efter ett bråk med kommentatorn Robert Perlskog. Samma år fick han ett erbjudande från SVT, en tjänst han hade till 2007. Bland annat ledde han SVT:s sändningar från Olympiska vinterspelen 2006 i Turin i Italien, och julen 2004 intervjuade han de svenska kungabarnen för SVT. Vid EM i friidrott 2006 på Nya Ullevi i Göteborg var han programledare för EM-studion. Jihde var programledare för Hockeykväll som visades i SVT. Hösten och vintern 2006/2007 ledde han egna talkshowen Hos Jihde.
Efter en landskamp mellan Sverige och Kroatien 2003, som slutade 2-1 till Kroatien, intervjuade Peter Jihde Zlatan Ibrahimović efter matchen. Intervjun blev uppmärksammad då Zlatan blev irriterad på Jihdes fråga om vad laget skulle förändra till matchen mot San Marino i samband med kvalet till EM 2004. I direktsänd tv utnämnde Zlatan Jihde till mittfältare genom orden "Vi ska sätta in dig på mittfältet så du kan styra och ställa". Den intervjun blev även Jihdes sista med Zlatan.

### Åter till TV4, Idol och Nyhetsmorgon
TV4 lockade 2007 tillbaka Jihde med möjligheten om att få arbeta med flera större sportevenemang som kanalen skulle ta hand om framöver – bland annat handbolls-EM och fotbolls-EM 2008. Dessutom fick han en egen sport-talkshow.
År 2007 var han programledare för Idol på kanalen. Audition-delen av programmet leddes av Carina Berg och Carolina Gynning. I 2008 års Idol skötte han alla dessa uppgifterna, vilket han även gjorde åren 2009 och 2010. I slutet av december 2010 meddelade dock Peter Jihde att han hoppade av programmet inför den kommande säsongen.
Åren 2012–2018 var han en av programledarna på Nyhetsmorgon, där han oftast kom att arbeta i lag med Tilde de Paula Eby.
I januari 2018 meddelades att Peter Jihde efter 18 år på TV4 lämnar företaget, för att börja arbeta för konkurrerande MTG och TV3.
Inför vintersäsongen 2021 blev det klart att Jihde blir en av fem programledare av Viaplay Vinter. 

### Övriga aktiviteter och hälsa
År 2012 drabbades Peter Jihde av diabetes typ-1. Sedan dess har han verkat på flera sätt för att öka kunskapen om sjukdomen och berätta om diabetikers situation.
År 2016 utkom Jihde med boken Jihdes diabetes : en match för livet (Volante), skriven tillsammans med hustrun Karin Jihde, där han berättade om hur det är att leva med sjukdomen. I boken skrev Jihde även att han är bipolär.

## Utmärkelser
- Årets sportjournalist 2006.
- Årets sport- och nyhetsprogramledare Kristallen 2005[8].